# Jönköpings allianskyrka
Jönköpings allianskyrka, tidigare Betlehemskyrkan, är en svensk kyrkobyggnad i Jönköping. Allianskyrkan var också tidigare namnet på den gudstjänstlokal på Kålgården i Jönköping, som uppfördes 1876 som Stora missionshuset av Jönköpings missionsförening, föregångaren till Svenska Alliansmissionen.
Jönköpings allianskyrka tillhör Svenska Alliansmissionen, och församlingen Allianskyrkan i Jönköping.
Kyrkan ritades av Göran Pauli och invigdes 1935.